# بلوف (آلاباما)
بلوف (به انگلیسی: Bluff) یک منطقهٔ مسکونی در ایالات متحده آمریکا است که در شهرستان فایت، آلاباما واقع شده‌است. بلوف ۱۴۹٫۹۶ متر بالاتر از سطح دریا قرار دارد.